# Лустдорф
Лустдорф (нем. Lustdorf) — деревня в Швейцарии, в кантоне Тургау.
Входит в состав округа Фрауэнфельд. Находится в составе коммуны Тундорф.